# USA-236
USA-236, или NROL-38 (англ. National Reconnaissance Office Launch) — американский спутник, запущенный в интересах Национального управления военно-космической разведки США.
Тип спутника засекречен, информация о нём исходит из параметров запуска и предыдущих миссий. Использование ракеты Atlas V 401 говорит об относительно низкой массе спутника, а траектория её полёта о выводе на орбиту с низким склонением. Скорее всего, это спутник системы связи SDS на геостационарной орбите. Эта система предназначена для высокозащищённой передачи разведданных, в том числе и с других спутников. USA-236 является восемнадцатым спутником системы SDS.